# 張順 (天順進士)
張順（1428年—？年），字裕之，四川嘉定州夾江縣人，民籍，治《詩經》。

## 生平
二月初五日生，行一，由國子生中式四川第一百一名舉人，會試中式第一百九十名。年三十七歲中式天順八年甲申科第三甲第六十九名進士。

## 家族
曾祖張添祿；祖張思道；父張本源；母陳氏。永感下，妻李氏。